# ساكيو-كو
ساكيو-كو (باليابانية: 左京区) هو حي في اليابان، يقع في كيوتو، بلغ عدد سكانه 167,411 نسمة وذلك حسب إحصائيات سنة 2018، تبلغ مساحته 246.88 كيلومتر مربع.

## أعلام
- أي أوكي